# Eurata bifasciata
Eurata bifasciata är en fjärilsart som beskrevs av M.Gaede 1926. Eurata bifasciata ingår i släktet Eurata och familjen björnspinnare. Inga underarter finns listade i Catalogue of Life.